# D. W. Griffith
David Wark Griffith, conegut artísticament com a D. W. Griffith (La Grange, Kentucky, 22 de gener de 1875 – Hollywood, Califòrnia, 23 de juliol de 1948) fou un director de cinema estatunidenc. Fou un dels creadors de la tècnica cinematogràfica, innovador de la narrativa fílmica i creador del llenguatge cinematogràfic. Va dirigir més de 500 pel·lícules i entre elles té sis pel·lícules conservades al National Film Registry de la Biblioteca del Congrés dels Estats Units que es consideren "culturalment, històricament o estèticament significatives". Es tracta de Lady Helen's Escapade (1909), A Corner in Wheat (1909), The Musketeers of Pig Alley (1912), The Birth of a Nation (1915), Intolerance (1916) i Broken Blossoms (1919). El 1935 rebé un Oscar honorari al conjunt de la seva carrera. Griffith ha estat qualificat com “el pare de la tècnica cinematogràfica”, “l'home que va inventar Hollywood” o “el primer fotògraf del pensament” però també com un dels racistes més perniciosos dels Estats Units.

## Biografia

### El noi que volia ser dramaturg
David Wark Griffith va néixer el 1875 a la granja familiar, Lofty Green, a la vora de La Grange, Kentucky, fill de Mary Perkins Oglesby i del coronel Jacob Wark “Roaring Jake” Griffith, un heroi del bàndol confederat a la Guerra Civil Nord-americana. El pare havia estat tinent coronel de l'Exèrcit Confederat servint a la Kentucky Orphan Brigade sota la direcció del general John C. Breckinridge. "Roaring Jake" va ser ferit diverses vegades durant la guerra, inclosa una greu ferida a l'estòmac. Griffith havia nascut lluny dels centres culturals de Nova York i Los Angeles i va créixer al Sud, on rebé una visió del món molt conservadora i cristiana. El seu pare, a qui tota la vida idolatrà, va acabar a la bancarrota i morí de peritonitis quan el noi tenia 10 anys, per lo que ell va haver d'ajudar la seva família per tirar endavant. Va tenir diverses feines, com per exemple la d'ascensorista o la de caixer en una botiga, però el seu anhel era ser escriptor i dramaturg. No va tenir èxit en aquests àmbits i el 1896 va acabar fent d'actor amb un àlies, Lawrence Griffith, ja que no estava gens orgullós de la seva manera de guanyar-se la vida. Va realitzar gires amb petites companyies per tot el país suplementant els guanys amb petites feines que podia anar fent. El 1904 va coincidir en la representació de l'obra “Sephora” amb l'actriu californiana Linda Arvidson i se sentiren fortament atrets. El 1906, l'actriu es trobava a San Francisco quan es va produir el gran terratrèmol. Escrigué un telegrama a Griffith, que es trobava a Boston, informant-lo de la seva situació i l'actor li envià un bitllet de tren per a que es reunís amb ell. Només arribar, espontàniament es dirigiren a una església i es casaren.
L'any 1907, desesperat de no trobar feina va intentar vendre les seves històries per ser utilitzades com a pel·lícules. Es va presentar als estudis Edison amb una història basada en Tosca. L'estudi no va mostrar interès per aquestes però li van oferir l'oportunitat d'actuar com a actor. En aquell moment, per a un actor teatral, treballar en el cinema era el súmmum de la degradació però Griffith es va empassar l'orgull i va acceptar. La seva primera actuació va ser a “Rescued from an Eagle's Nest” (1908).

### A la Biograph
Entre 1907 i 1908 va treballar per a l'Edison en diverses pel·lícules dirigides per realitzades per Edwin S. Porter tot i que també actuà per a altres companyies entre les quals hi havia l'American Mutuscope & Biograph Co. (més endavant coneguda simplement com la Biograph) que no era de les que tenia més èxit. Finalment aquesta companyia li va comprar les seves històries i el va contractar com actor. Allà va tenir l'oportunitat de passar-se a la direcció quan el director principal de la Biograph, Wallace McCutcheon Sr., es va posar malalt i el responsable de guionatge de la companyia, Lee Dougherty, va recomanar contractar Griffith per a substituir-lo. Per a la seva primera pel·lícula, “The Adventures of Dollie” 1908) va comptar amb el consell d'un dels càmeres de la Biograph, G. W. “Billy” Bitzer, començant d'aquesta manera una de les associacions més importants en la història del cinema dels Estats Units, que duraria uns 16 anys. La pel·lícula va tenir un cert èxit per lo que Griffith va acabar agafant les regnes creatives de la companyia.
Entre el juny 1908 i el desembre de 1909 seria el director de pràcticament totes les pel·lícules de la Biograph i posteriorment i fins al 1913 el de les més importants. La Biograph va començar a esdevenir una companyia important i el 1911 va deixar d'utilitzar el nom de Lawrence per tornar al seu propi signant artísticament com D. W. Griffith. En aquells anys, Griffith, conjuntament amb Bitzer, van desenvolupar moltes de les idees que donarien forma al cinema com a llenguatge. A més a més, va entendre que per al nou art necessitava una nova fornada d'actors que poguessin aguantar l'escrutini dels primers plans de la càmera. Va contractar adol·lescents com Mary Pickford, Mabel Normand, Florence Lawrence, Mae Marsh, Blanche Sweet, Lillian i Dorothy Gish, Mack Sennett, Lionel Barrymore Robert Harron o Richard Barthelmess que acabarien esdevenint grans estrelles del món del cinema mut. Entre les millors pel·lícules d'aquells primers anys es poden citar "A Corner in Wheat" (1909), "Ramona" (1910), "The Lonedale Operator "(1911), "The Musketeers of Pig Alley" (1912) o "The New York Hat" (1912).

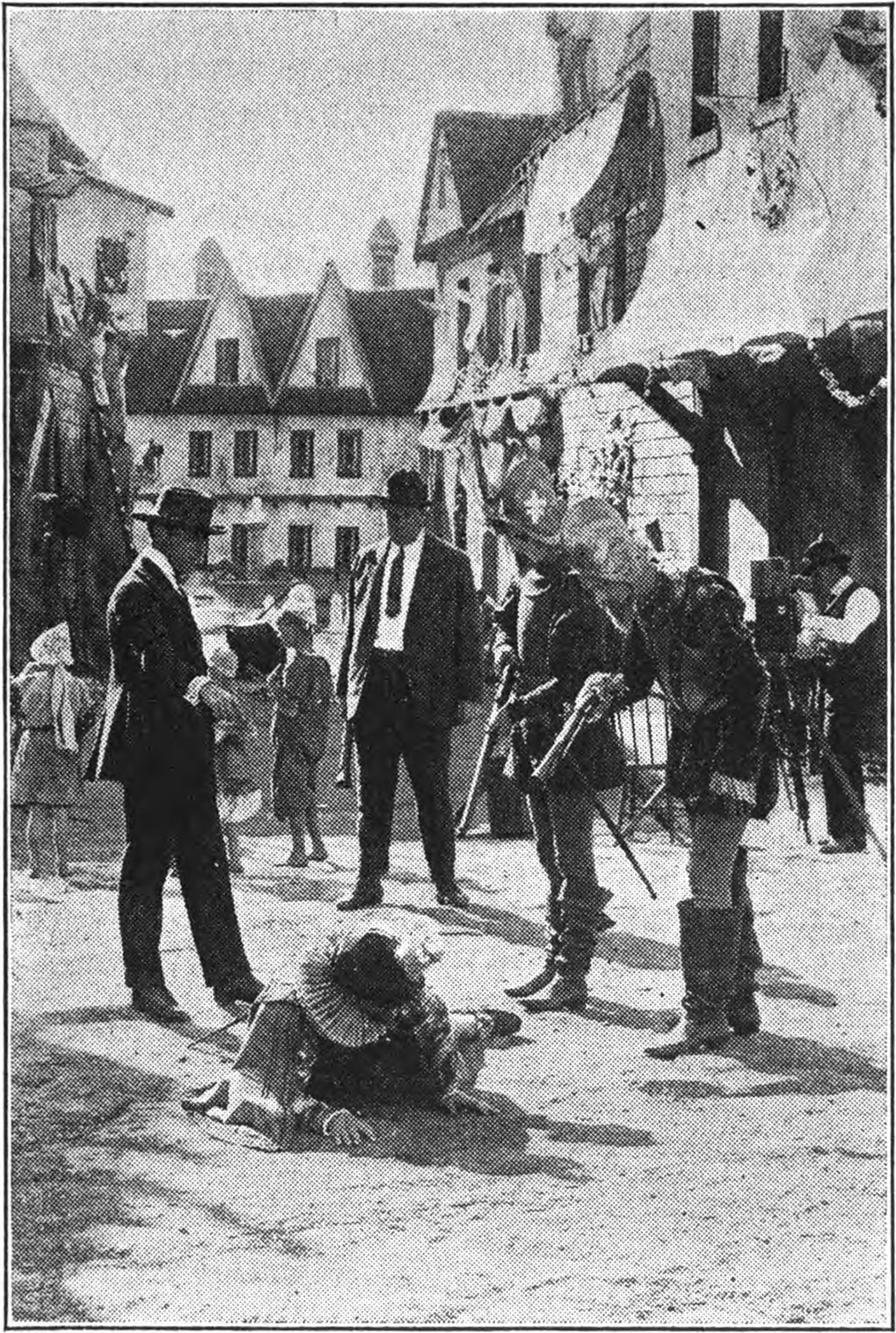
Griffith dirigint una escena de "Intolerance" (1916)

El 1910 la Biograph va enviar Griffith amb una companyia d'actors a Califòrnia per aprofitar el clima i la llum que hi havia allà durant l'hivern, seguint l'exemple de Selig i de la New York Motion Picture Company (Bison) que ja s'hi havien traslladat. Allà descobrí un poblet de Califòrnia on rodaria nombroses pel·lícules per a Biograph, la primera de les quals fou “In Old California” (1910). El poble s'anomenava Hollywood. A partir d'aquell moment Griffith passaria a rodar diferents tipus de pel·lícules segons l'època de l'any i ell lloc on es trobava.
Fins al 1913, la majoria de pel·lícules de Griffith són d'una bobina (uns 12-15 minuts) que normalment s'exhibien en petits Nickelodeons a preus mòdics. S'ha apuntat que aquesta limitació, imposada per la productora, va forçar el director a focalitzar-se en les seves millors qualitats com a artista. Per contra, algunes de les pel·lícules importades d'Itàlia eren molt més llargues i plenes d'extres i grans decorats cosa que feia que el públic estigués disposat a pagar preus més alts d'entrada i que s'exhibissin en teatres amb molta més audiència. Griffith, conscient d'això volia realitzar pel·lícules amb aquesta filosofia. Inicialment, a partir de 1913 la Biograph solament li permeté ampliar algunes de les seves pel·lícules fins a dues bobines, o sigui, uns 25 minuts de durada. Lillian Gish va afirmar que això donava a Griffith més temps per pensar i experimentar. Una de les millors obres d'aquest període és "The Mothering Heart" (1913) en la que el Lillian aconsegueix dotar d'una gran profunditat emocional el seu paper com a mare a la que se li mor el seu nadó. La Biograph però seguia convençuda que el públic no seria capaç d'aguantar pel·lícules de 4 o 5 bobines (una hora de pel·lícula). A finals del 1913 però, Griffith aconseguí rodar el seu primer llargmetratge, "Judith of Bethulia" (1914), amb unes despeses que van duplicar el pressupost per a la pel·lícula. La Biograph va arribar a la conclusió que més que un actiu per a la companyia, Griffith era un perill per a la seva viabilitat econòmica. Per això li van indicar que si volia continuar a la Biograph ja no dirigiria més sinó que seria el supervisor d'altres directors. Griffith va abandonar la productora per continuar el seu creixement artístic per formar la Mutual Film Corporation.

### Anys de maduresa: Un llegat dicotòmic

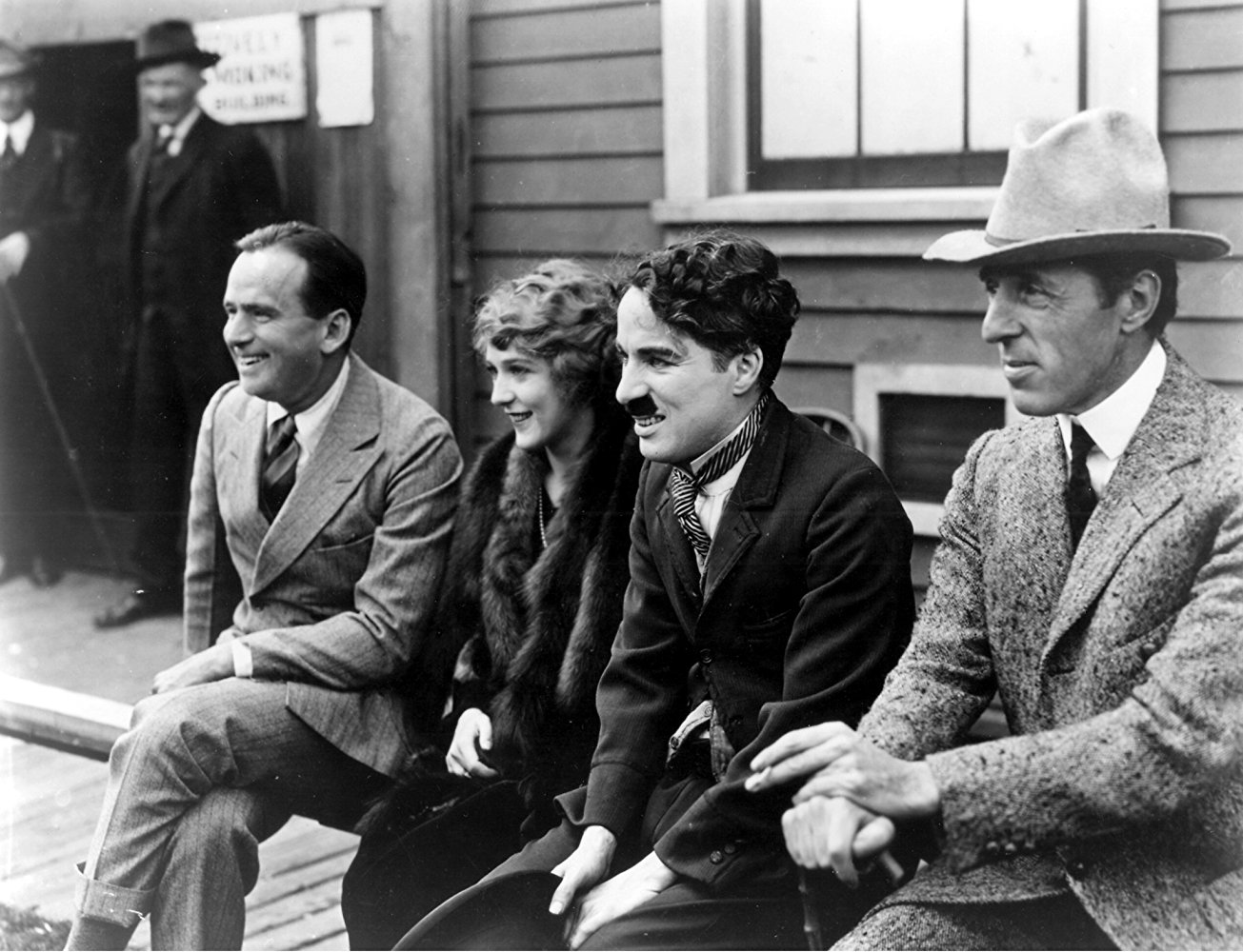
Douglas Fairbanks, Mary Pickford, Charlie Chaplin i D.W. Griffith, creadors de la United Artists el 1919.

En marxar de la Biograph Griffith s'endugué Billy Bitzer amb ell i la seva fidel companyia d'actors. A la Reliance/Majestic va co-produir "The Life of General Villa" (1914), una pel·lícula biogràfica protagonitzada pel mateix Pancho Villa. S'associà amb Harry Aitken, manager dels Majestic Studios, per crear el Reliance-Majestic Studios al que posteriorment canviaren el nom pel de Fine Arts Studios. La nova companyia produïa per a la Triangle Film Corporation juntament amb Thomas H. Ince i els estudis de la Keystone de Mack Sennett.
Aviat va començar a treballar en la pel·lícula que canviaria el curs de la creació cinematogràfica, “El naixement d'una nació” (1915), una epopeia tècnicament magistral sobre la Guerra de Secessió que narra els problemes de dues famílies blanques del sud, una de nordista i l'altra, sudista, que ha de suportar la tragèdia de la derrota i d'una pau imposada abans de ressorgir mercès al Ku Klux Klan. Malgrat que el seu rodatge triplicà els costos previstos (fins a 100.000 dòlars), la pel·lícula fou un èxit colossal, aconseguint uns ingressos d'uns 18 milions de dòlars. Tot i això va ser boicotejada en molts llocs especialment per la National Association for the Advancement of Colored People (NAACP) per la defensa explícita del Ku Klux Klan i els evidents elements racistes que presentava. Posteriorment, la seva glorificació del Ku Klux Klan el va portar a ser acusat de ser un dels racistes més perniciosos dels Estats Units. Així, malgrat que el “Directors Guild of America” inicialment anomenava amb el seu nom el premi que concedia en homenatge als èxits aconseguit al llarg de tota una carrera, el 1999 es va decidir suprimir-lo.
A rel del boicot, Griffith es va sentir obligat a mostrar que no era racista rodant “Intolerance: Love's Struggle Throughout the Ages” (1916) amb les guanys de la pel·lícula anterior. La pel·lícula, que narrava en paral·lel quatre històries situades a diferents moments històris, va involucrar més de 2.000 extres, pagats a 2 dòlars diaris, milers de cavalls i altres animals, i escenaris grandiosos però, tot i que el final es resolia amb gran mestria, va resultar un gran fracàs comercial i enfonsà econòmicament el director que hagué de dedicar bona part dels ingressos posteriors a satisfer els seus creditors. Actualment, "Intolerance" es reconeix com una de les grans pel·lícules de la història del cinema i ha influenciat a molts directors posteriors.
Malgrat que el prestigi de Griffith es basa en aquestes dues pel·lícules, el director realitzà posteriorment altres obres destacables. El 1919, Griffith es va associar als altres grans estrelles del cinema, Charles Chaplin. Mary Pickford, i Douglas Fairbanks per formar la United Artists amb l'objectiu d'obtenir la independència creativa i ser capaços de controlar plenament els seus projectes cinematogràfics, cosa que era impossible amb les productores del moment. La seva primera pel·lícula per a la nova companyia va ser “Lliris trencats” (1919) amb Lillian Gish i Richard Barthelmess. Era una senzilla història d'amor interracial que va tocar al gran públic i que es considera una pel·lícula important en el desenvolupament de l'art cinematogràfic per la seva subtil atenció als detalls visuals. De fet, la pel·lícula havia de ser distribuïda per la Famous Players-Lasky Corp. però Griffith va decidir adquirir-la per 250.000 dòlars per distribuir-la a través de la United Artists obtenint uns guanys de 700.000 dòlars. En els anys següents va rodar diverses pel·lícules amb èxit, sent les més populars “Way Down East” (1920) i “Orphans of the Storm” (1922).

### Darreres pel·lícules i retirada
El 1924 va rodar “America”, una història sobre la Guerra de la Independència dels Estats Units, que no va tenir gaire èxit comercial i els deutes generats el van expulsar finalment de la producció independent i la seva carrera va entrar en declivi. Va passar a ser un empleat de la Famous Players Company d'Adolph Zukor. Va rodar dues pel·lícules, "Sally of the Sawdust" (1925) i "That Royle Girl" (1925) però les seves pel·lícules van començar a semblar passades de moda en l'època del jazz i les “flappers” i va començar a tenir problemes amb l'alcohol. Amb l'arribada del sonor Joseph Schenck, president de la United Artists, li va proposar dirigir “Abraham Lincoln” (1930) i la pel·lícula va rebre bones crítiques i va obtenir bons ingressos. Tanmateix, la seva següent pel·lícula, “The Struggle” (1931), va ser un fracàs. Griffith es va retirar del negoci del cinema, tot i que tot i que encara va participar en la producció de “One Million Years B.C” (1940). El 1935 rebé un Oscar honorari. Aquell mateix any es divorcià de Linda, de qui ja estava separat des del 1912, per poder-se casar amb l'actriu Evelyn Baldwin, de 26 anys, matrimoni que acabà en divorci el 1947. El 1948, amb 73 anys, va patir una hemorràgia cerebral a l'habitació de l'hotel on vivia a Los Angeles. En trobar-lo l'endemà va ser traslladat al Temple Hospital on va morir aquell mateix dia. Molt pocs actors i actrius, entre els quals hi havia Lillian Gish, van presentar-se al seu funeral.

## Aportacions de Griffith al llenguatge cinematogràfic
El cinema anterior a Griffith, en general, consistia en «fotografies animades»-com els germans Lumière van patentar el seu cinematògraf-, que evolucionaren per formar escenes o «quadres» como els teatrals separats per intertítols. La filmació es feia amb una càmera fixa, seguint el punt de vista de l'espectador a la seva butaca; la il·luminació era total i uniforme; els actors es movien en el pla de l'escena, a vegades en diagonal i feien gesticulacions perquè fins i tot la gent al fons de la sala pogués entendre què passava. Les principals innovacions van ser: 
- Canvi del punt de vista de la càmera: Griffith canvia la càmera de lloc i, per tant, el punt de vista, dins d'una mateixa escena. Ja a “For Love of Gold” (1908) mostra com dos lladres s'enverinen mútuament en repartir-se el botí i Griffith acosta la càmera al seu gest per revelar les seves intencions.
- Introducció del primer pla dins del llenguatge fílmic i no com a efecte escènic. Per exemple, a The Lonedale Operator (1911) ens mostra en primer pla com Blanche Sweet agafa una clau Stillson, que la noia pretendrà fer passar per una pistol I així enganyar uns lladres.
- L'ús de plans generals amples. El primer pla general de la història del cinema apareix a “Ramona” (1910). Aquest donen un valor espectacular o dramàtic a l'escena com les vistes panoràmiques a les escenes de la batalla a “The Battle at Elderbush Gulch” (1913) o a “El Naixement d'una nació” (1915).
- Ús de la profunditat de camp amb el follow focus en què la càmera desenfoca el fons mentre segueix en primer pla l'escena i el deep focus per tal que l'acció en primer pla ocupi un camp més extens que el fons. El primer exemple d'aquests recursos tècnics per dramatitzar l'acció el trobem a “The Musketeers of Pig Alley” (1912).
- Il·luminació lateral i clarobscur que substitueix una il·luminació uniforme que apareixen per primer cop respectivament a “A Drunkard's Reformation” (1909) i “Egdar Allan Poe” (1909).
- Muntatge. Es tracta de la seva aportació més fonamental amb la utilització d'accions paral·leles o simultànies en el temps o l'espai per donar ritme o dramatisme a la història. Ja a “After Many Years” (1908) Griffith empra aquest recurs en un moment en què una dona, a casa recorda al seu marit desaparegut i el director va alternar la imatge dels dos a la pantalla. En aquell moment tothom li assegurà que la gent no ho entendria però ell va defensar aquest muntatge assegurant que no era diferent del que Dickens feia en les seves novel·les. El cinema creava la seva sintaxi i s'independitzava així del teatre. La llargada dels plans a la vegada pren la seva importància i quan més curts són més dramatisme vol donar el director a la seva història.
- Importància de la interpretació. Griffith converteix la càmera en un instrument per analitzar el gest i sondejar l'ànima dels personatges donant un paper central a l'actor. La pantomima i el gest exagerat perden tot el seu sentit i les emocions dels personatges es revelen a partir de simples mirades, tremolors de llavis, etc, accentuats pels primers plans.

## Temes en les pel·lícules de Griffith
Tot i la gran varietat d'arguments que apareixen en les pel·lícules de Griffith hi ha alguns temes que es repeteixen sovint. Alguns d'aquests són:
- La família: La família com quelcom a protegir és una constant en moltes de les pel·lícules de Griffith. En diferents pel·lícules, com a “The Adventures of Dollie”, “An Awful Moment” (1908), “The Lonely Villa” (1909), o “An Unseen Enemy” (1912), l'argument essencial és la lluita d'un dels protagonistes per salvar la seva família amenaçada per un intrusos. A “El naixement d'una nació” tot l'argument gira a la història de dues famílies, els Stoneman i els Cameron que es troben en bàndols oposats a la Guerra Civil Nord-americana.

- La moral: Moltes de les pel·lícules de Griffith tenen un rerefons moral en la que els personatges que actuen malament, clarament maniqueus, acaben sent castigats.[19] Aquest maniqueisme moralitzant el trobem amb defectes com l'avarícia en pel·lícules com “Money Mad” (1908) o “For Love of Gold” (1908) on els lladres acaben tots morts, la covardia com a “The House with Closed Shutters” (1910) en que un covard queda tancat de per vida a casa seva, la vida dissipada, com a “The fascinating Mrs Francis” (1908), o l'alcoholisme a “What Drink Did” (1909). En algunes, la reforma del personatge caigut permet un final feliç com és el cas de “The fascinating Mrs Francis” o “A Drunkard's Reformation” (1908).

- Suprematisme dels blancs: en els centenars de pel·lícules dirigides per Griffith hi ha representada una gran diversitat de grups ètnics, incloent els afroamericans, els jueus, els mexicans, els emigrants italians, els gitanos o els indis americans. En molts de casos persones d'aquests altres grups ètnics són els personatges dolents que volen atacar l'heroi o heroïna blanc. És paradigmàtic el tractament dels afroamericans a “El naixement d'una nació” (1915) com a ésser brutals però també es poden citar altres casos com els dels emigrants italians a “An Awful Moment” (1908), els gitanos a “The Adventures of Dollie” (1908), o el dels indis americans que tan poden ser éssers inferiors simpàtics a “A Romance of the Western Hills” (1910)[20] o malvats com a “The Battle at Elderbush Gulch” (1913). Aquest tractament no és homogeni en totes les seves pel·lícules i s'ha apuntat que Griffith no era racista i que escollia els seus guions no pel seu contingut polític sinó per la seva capacitat d'enganxar els espectadors.[21] Per exemple, en els curtmetratges del 1910 “His Trust” i “His Trust Fulfilled”, Griffith presentava un afroamericà com l'heroi de la pel·lícula, o a “The Rose of Kentucky” els membres del Klu Kux Klan són presentats d'una manera clarament negativa.[22] Un cas especial és el de “Lliris trencats”, un cant contra els prejudicis racials, on el malvat és un anglès brutal i ignorant que es contraposa al pacífic emigrant xinès.

## Filmografia
Filmografia de D. W. Griffith com a director
La taula presenta una selecció de les pel·lícules més destacades en la filmografia del D. W. Griffith. Per a la majoria de les pel·lícules es mostren els enllaços a Youtube on poder-les visionar.
| Data estrena               | Títol                                            | Protagonistes                                             | Notes | Enllaç   |
| -------------------------- | ------------------------------------------------ | --------------------------------------------------------- | --- | -------- |
| 16 de gener de 1908        | Rescued from an Eagle's Nest                     | D. W. Griffith, Henry B. Walthall                         | Primera pel·lícula de Griffith com actor. | X        |
| 14 de juliol de 1908       | The Adventures of Dollie                         | Arthur V. Johnson, Linda Arvidson                         | Constitueix l'estrena de Griffith com a director. | X        |
| 21 d'agost de 1908         | For Love of Gold                                 | Harry Solter, George Gebhardt                             | Griffith canvia per primer cop el punt de vista canviant la càmera de lloc. És una pel·lícula perduda. |          |
| 18 de desembre de 1908     | An Awful Moment                                  | Marion Leonard, Harry Solter, Florence Lawrence           | Un dels primers exemples d'ús de diferents habitacions per crear una tensió en la narració. | X        |
| 1 d'abril de 1909          | A Drunkard's Reformation                         | Marion Leonard, Arthur V. Johnson, Adele DeGarde          | Destaca l'ús una obra teatral dins de la pel·lícula, alternant plans on es mostra la platea amb plans de l'escenari, per fer una exploració psicològica del personatge principal. | X        |
| 19 d'abril de 1909         | Lady Helen's Escapade                            | Florence Lawrence, David Miles                            | Conservada al National Film Registry de la Biblioteca del Congrés dels Estats Units. |          |
| el 24 de maig de 1909      | Two Memories                                     | Mary Pickford, Marion Leonard, David Miles                | Debut cinematogràfic de Mary Pickford. | X        |
| 10 de juny de 1909         | The Lonely Villa                                 | Mary Pickford, Marion Leonard, David Miles                | Griffith explora la tècnica d'edició en plans paral·lels que convergeixen en un rescat en el darrer minut. | X        |
| 2 de setembre de 1909      | The Sealed Room                                  | Henry B. Walthall, Marion Leonard, Arthur V. Johnson      | Un dels elements claus de la pel·lícula i que posteriorment utilitzarà en moltes altres pel·lícules és una cambra en la qual algun dels personatges està tancat o s'hi refugia. | X        |
| 18 d'octubre de l'any 1909 | His Lost Love                                    | James Kirkwood, Mary Pickford, Owen Moore                 | |          |
| 13 de desembre de 1909     | A Corner in Wheat                                | Frank Powell, Henry B. Walthall, Grace Henderson          | Conservada al National Film Registry de la Biblioteca del Congrés dels Estats Units. | X        |
| 10 de març de 1910         | In Old California                                | Frank Powell, Marion Leonard, Arthur V. Johnson           | Primera pel·lícula en rodar-se completament a Hollywood. |          |
| 11 d'abril de 1910         | A Romance of the Western Hills                   | Blanche Sweet, Kate Bruce, Dell Henderson, Mary Pickford  | | fragment |
| 5 de maig de 1910          | The Unchanging Sea                               | Arthur V. Johnson, Linda Arvidson, Mary Pickford          | | X        |
| 23 de maig de 1910         | Ramona                                           | Henry B. Walthall, Mary Pickford, Francis J. Grandon      | En aquesta pel·lícula apareix el primer pla general de la història del cinema. | X        |
| 25 d'agost de 1910         | Wilful Peggy                                     | Henry B. Walthall, Mary Pickford                          | | X        |
| 6 de març de 1911.         | A Decree of Destiny                              | Mary Pickford, Joseph Graybill, Marion Sunshine           | Darrera pel·lícula en que Pickford abans de marxar a la IMP. Es tracta d'una pel·lícula perduda. |          |
| 23 de març de 1911         | The Lonedale Operator                            | Blanche Sweet, George Nichols                             | Exemple de l'ús d'accions paral·leles, també és significativa per l'ús del primer pla. | X        |
| 28 de setembre de 1911     | Her Awakening                                    | Mabel Normand, Harry Hide                                 | Una de les primeres pel·lícules protagonitzada per Mabel Normand. |          |
| 9 de setembre del 1912     | An Unseen Enemy                                  | Lillian Gish i Dorothy Gish                               | Debut cinematogràfic de les germanes Gish- | X        |
| 31 d'octubre de 1912       | The Musketeers of Pig Alley                      | Lillian Gish, Elmer Booth                                 | Una de les pel·lícules d'una bobina més rellevants del director. Apart de ser la primera pel·lícula que coneixem o que ha sobreviscut amb temàtica de gàngsters, en ella s'observa el que possiblement és el primer exemple d'ús del follow focus. Conservada al National Film Registry de la Biblioteca del Congrés dels Estats Units. | X        |
| 5 de desembre de 1912      | The New York Hat                                 | Mary Pickford, Lionel Barrymore                           | Després d'aquesta pel·lícula, Pickford torna a deixar la Biograph. | X        |
| 26 d'abril de 1913         | The Lady and the Mouse                           | Mary Pickford, Dorothy GIsh, Lionel Barrymore             | Una de les úniques tres pel·lícules en les que apareixen les dues germanes Gish. |          |
| 21 de juny de 1913         | The Mothering Heart                              | Lillian Gish, Walter Miller                               | Destaca la gran actuació de Lillian Gish. | X        |
| novembre de 1913           | The Battle at Elderbush Gulch                    | Lillian Gish, Robert Harron, Mae Marsh                    | Exemple de la maduresa dels curtmetartges de Griffit, amb narratives complexes de múltiples capes. Els primers plans, els plans generals i els cross-cutting s'utilitzen extensivament per mantenir la tensió de la història. Considerada la més important de les moltes incursions primerenques de Griffith en el gènere del western.  | X        |
| 8 de març de 1914          | Judith of Bethulia                               | Mae Marsh, Henry Walthall, Blanche Sweet                  | Primer llargmetratge del director. | X        |
| 8 de febrer de 1915        | El naixement d'una nació                         | Lillian Gish, Mae Marsh, Henry B. Walthall                | La pel·lícula més complexa rodada fins aquell moment és una de les gran fites del cinema mut i la més controvertida de Griffith pel seu racisme. Conservada al National Film Registry de la Biblioteca del Congrés dels Estats Units.                                                                                                   | X        |
| 5 de setembre de 1916      | Intolerance: Love's Struggle Throughout the Ages | Mae Marsh, Robert Harron, Constance Talmadge, Howard Gaye | Una de les grans pel·lícules de la història del cinema i un gran fracàs comercial. Conservada al National Film Registry de la Biblioteca del Congrés dels Estats Units. | X        |
| 12 de març de 1918         | Hearts of the World                              | Lillian Gish, Robert Harron                               | Algunes fonts han apuntat que la pel·lícula és un remake de “El naixement d'una nació” que el director va transposar a la Primera Guerra Mundial. | X        |
| 13 de maig de 1919         | Lliris trencats                                  | Lillian Gish, Richard Barthelmess                         | Considerada com una de les grans pel·lícules dramàtiques del cinema mut, va ser seleccionada per ser preservada al National Film Registry de la Biblioteca del Congrés dels Estats Units. | X        |
| 3 de setembre de 1920      | Way Down East                                    | Lillian Gish, Richard Barthelmess                         | És considerada com una de les grans obres de Griffith. | X        |
| 28 de desembre de 1921     | Orphans of the Storm                             | Lillian Gish, Dorothy Gish                                | Una de les pel·lícules més taquilleres del cinema mut, amb una recaptació aproximada de 3 milions de dòlars. Griffith usa diferents filtres monocromàtics (vermell, blau, groc, sèpia, etc) per accentuar els sentiments dels personatges i dissolucions de la imatge per recalcar la diferència de classes.                            | X        |
| 21 de febrer de 1924       | America                                          | Carol Dempster, Neil Hamilton, Lionel Barrymore           | Darrera producció independent del director. | X        |
| 7 de desembre de 1925      | That Royle Girl                                  | Carol Dempster, W. C. Fields                              | Pel·lícula perduda, es troba a la llista de les “Deu més buscades” de l'American Film Institute. |          |
| 25 d'agost de 1930         | Abraham Lincoln                                  | Walter Huston                                             | Primera pel·lícula completament sonora de Griffith. | X        |
| 10 de desembre de 1931     | The Struggle                                     | Hal Skelly, Zita Johann                                   | Darrera pel·lícula dirigida per Griffith. | X        |